# Sigitas Plaušinaitis
Sigitas Plaušinaitis (* 24. November 1941 in Rudžiai, Rajongemeinde Šakiai) ist litauischer Fachübersetzer, Dozent für deutsche Linguistik und Deutsch als Fremdsprache.

## Ausbildung
Sigitas Plaušinaitis studierte Germanistik an der Philologischen Fakultät der Universität Vilnius. 1972 promovierte er am Maurice-Thorez-Institut für Fremdsprachen (Moskau) zum Thema „Razvitije vremennovo značenija predšestvovanija v formach perfekta, plusquamperfekta i infinitiva II drevneverchnemeckovo jazyka“ („Entwicklung der zeitweiligen Vorbedeutung in den Formen des Plusquamperfekts und Infinitivs II des Althochdeutsch“).

## Tätigkeit
Sigitas Plaušinaitis arbeitet seit 1964 an der Philologischen Fakultät der Universität Vilnius. Seit 1981 ist er Dozent des Lehrstuhls für Deutsche Sprache am Institut für Fremdsprachen der Universität Vilnius. 1990 bis 2002 leitete Plaušinaitis den Lehrstuhl für Deutsche Sprache. Zu seinen Forschungsgebieten zählen die Geschichte der deutschen Sprache, die komparative Linguistik und Übersetzungen historischer Texte.
2005–2006 veröffentlichte Sigitas Plaušinaitis mit der deutschen Juristin und Lektorin der Eurofaculty Yvonne Goldammer in Litauen zwei deutsch-litauische Fachwörterbücher der Rechtssprache.
Neben der pädagogischen Tätigkeit ist Sigitas Plaušinaitis als freier Übersetzer tätig.

## Wörterbücher
- Plaušinaitis, Sigitas / Goldammer, Yvonne: Deutsch-Litauisches Wörterbuch für Juristen / Vokiečių-lietuvių kalbų žodynas teisininkams. TEV, Vilnius 2005, ISBN 9955-491-89-2.
- Plaušinaitis, Sigitas / Goldammer, Yvonne: Litauisch-Deutsches Wörterbuch für Juristen / Lietuvių-vokiečių kalbų žodynas teisininkams. TEV, Vilnius 2006, ISBN 9955-680-21-0.
- Plaušinaitis, Sigitas / Goldammer, Yvonne / Jurčys, Paulius: Deutsch-Litauisches Rechtswörterbuch für Wirtschaftler, Juristen und Geschäftsleute / Vokiečių-lietuvių kalbų žodynas ekonomistams, teisininkams ir verslininkams. ArxBaltica, Kaunas, 2007, (357 Seiten), ISBN 978-9955-755-42-5.

| Personendaten    | Personendaten                                             |
| ---------------- | --------------------------------------------------------- |
| NAME             | Plaušinaitis, Sigitas                                     |
| KURZBESCHREIBUNG | litauischer Fachübersetzer und Linguist                   |
| GEBURTSDATUM     | 24. November 1941                                         |
| GEBURTSORT       | Rudžiai, Rajongemeinde Šakiai, Reichskommissariat Ostland |